# سیارک ۳۶
سیارک ۳۶ (به انگلیسی: 36 Atalante) سی و ششمین سیارک کشف شده‌است که در ۵ اکتبر ۱۸۵۵ و در پاریس کشف شد.
قدر مطلق سیارک برابر ۸٫۴۶ است.